# Dicranomyia perkinsiana
Dicranomyia perkinsiana är en tvåvingeart som först beskrevs av Alexander 1930.  Dicranomyia perkinsiana ingår i släktet Dicranomyia och familjen småharkrankar. Inga underarter finns listade i Catalogue of Life.